# 杜滋龄
杜滋龄（1941年—2023年1月5日），汉族，中华人民共和国美术家、政治人物，天津市美术家协会副主席、南开大学文学院东方艺术系教授，中国共产党党员，第十一届全国政协委员。
2008年，当选第十一届全国政协委员，代表文化艺术界，分入第二十七组。